# Hermann Hesse
Hermann Hesse [ˌhɛʁman ˈɦɛsə] (Calw, Alemanya, 2 de juliol de 1877 - Montagnola, Suïssa, 9 d'agost de 1962) fou un escriptor, filòsof, poeta, novel·lista i pintor alemany, nacionalitzat suís el 1924.
Entre les seves obres més conegudes s'inclouen Demian, El llop estepari, Siddhartha i El joc de les granisses, cadascun de les quals explora la cerca d’autenticitat, autoconeixement i espiritualitat de l'individu. D’un pessimisme turmentat, plantà cara amb l’ajut del misticisme oriental a les contradiccions de la vida burgesa.
De la seva obra de quaranta volums —entre novel·les, relats, poemaris i meditacions— se n'han venut més de 30 milions d'exemplars, dels quals només una cinquena part correspon a edicions en alemany. A més, va publicar títols d'autors, antics i moderns, així com monografies, antologies i diverses revistes. Va editar també gairebé 3.000 recensions. A aquesta obra hi podem sumar una copiosa correspondència: almenys 35.000 respostes a cartes de lectors, i la seva activitat pictòrica: centenars d'aquarel·les de biaix expressionista i intens cromatisme. Segons el biògraf Volker Michels «ens enfrontem amb una obra que, per la seva copiositat, la seva personalitat i la seva vasta influència, no té paral·lel en la història de la cultura del segle XX».
Fins al centenari del seu naixement, s'havien escrit més de 200 tesis doctorals, uns 5.000 articles i 50 llibres sobre la seva vida. Al voltant d'aquesta data, era també l'europeu més llegit als Estats Units i el Japó, i els seus llibres havien estat traduïts a més de 40 idiomes, sense comptar dialectes hindús.
Va rebre el Premi Nobel de Literatura el 1946, com a reconeixement a la seva trajectòria literària.

## Biografia
Va néixer a la ciutat de Calw, població situada a l'actual estat alemany de Baden-Württemberg. De jove va fer grans viatges per Itàlia i també per l'Índia, on vivien el pare i l'avi com a missioners. Va educar-se entre Alemanya i Suïssa, on va estudiar en un col·legi d'humanitats, que abandonà al cap de dos anys, i en un seminari. L'any 1892 va intentar suïcidar-se, raó per la qual va quedar sota la tutela d'un teòleg i, posteriorment, va passar per una institució de salut mental i una altra «per a joves problemàtics». El 1893 finalitzà la seva educació bàsica; més endavant esdevindria llibreter, mecànic rellotger i, finalment, altre cop, llibreter.
L'any 1912 es va establir amb la família a Berna, des d'on adoptà una posició crítica envers la Primera Guerra Mundial. Fou atacat per la premsa del seu país d'origen i abandonat pels seus amics després de la publicació d'un assaig en el qual demanava a l'imperi Alemany que no caigués en el nacionalisme. Arran d'aquest conflicte polític, juntament amb el seu fracàs matrimonial i la mort del pare, va acabar per demanar la nacionalitat suïssa, que li fou concedida el 1921.
Igual que molts dels seus personatges, Hesse va tenir al llarg de la seva vida problemes amb les dones. El seu primer matrimoni amb Maria Bernoulli el 1904, amb qui va tenir tres fills, va acabar tràgicament pels problemes mentals de la seva dona. El segon matrimoni, el 1924, aparentment no va passar de ser una breu aventura amb Ruth Wenger, que es va acabar al cap de pocs mesos. Finalment es va casar amb Ninon Dolbin l'any 1931, amb qui va compartir la vida fins a la fi dels seus dies.
Va morir d'una hemorràgia cerebral mentre dormia, a l'edat de 85 anys, a la seva residència de Montagnola, població situada al cantó de Ticino.

## Visions religioses
Tal com es reflecteix a Demian, i altres obres, creia que «per a persones diferents, hi ha camins diferents a Déu». Malgrat la influència que va treure de les filosofies hindús i budistes, va afirmar sobre els seus pares que «el seu cristianisme, no predicat sinó que vivia, era el més fort dels poders que em van donar forma i modelar».

## Influència

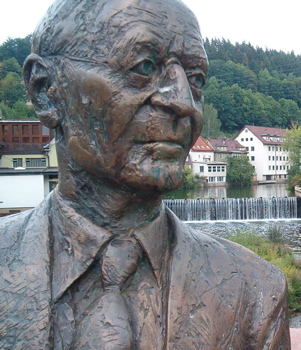
Estàtua a Calw

En el seu temps, Hesse va ser un autor popular i influent en el món de parla alemanya; la fama mundial només va arribar més tard. La primera gran novel·la de Hesse, Peter Camenzind, va ser rebuda amb entusiasme pels joves alemanys que desitjaven una forma de vida diferent i més natural en aquesta època de gran progrés econòmic i tecnològic del país (vegeu també moviment Wandervogel). Demian va tenir una influència forta i duradora en la generació que tornava a casa després de la Primera Guerra Mundial. De la mateixa manera, The Glass Bead Game, amb el seu disciplinat món intel·lectual de Castalia i els poders de la meditació i la humanitat, va captivar l'anhel d'un nou ordre dels alemanys enmig del caos d'una nació trencada després de la pèrdua de la Segona Guerra Mundial.
Cap al final de la seva vida, el compositor alemany (nascut a Baviera) Richard Strauss (1864–1949) va musicar tres dels poemes de Hesse en el seu cicle de cançons Four Last Songs per a soprano i orquestra (composta el 1948, interpretada per primera vegada pòstumament el 1950):  Frühling ('Primavera'), Setembre i Beim Schlafengehen ('Anem a Dormir').
A la dècada del 1950, la popularitat de Hesse va començar a decaure, mentre que els crítics de literatura i els intel·lectuals van dirigir la seva atenció a altres temes. El 1955, les vendes dels llibres de Hesse de la seva editora Suhrkamp van assolir un mínim històric. No obstant això, després de la mort de Hesse el 1962, els escrits publicats pòstumament, incloses cartes i peces de prosa fins ara desconegudes, van contribuir a un nou nivell de comprensió i apreciació de les seves obres.
En el moment de la mort de Hesse el 1962, les seves obres encara eren relativament poc llegides als Estats Units, malgrat la seva condició de premi Nobel. Un memorial publicat a The New York Times va arribar a afirmar que les obres de Hesse eren en gran part inaccessibles als lectors nord-americans. La situació va canviar a mitjans dels anys 60, quan les obres de Hesse es van convertir de sobte en best-sellers als Estats Units. El renaixement de la popularitat de les obres de Hesse s'ha atribuït a la seva associació amb uns quants dels temes populars del moviment de la contracultura (o hippie) dels anys seixanta. En particular, el tema de la recerca de la il·luminació de Siddhartha, Viatge a l'Est i Narziss i Goldmund va ressonar amb els que defensaven ideals contraculturals. Les seqüències del teatre màgic a Steppenwolf van ser interpretades per uns quants com a psicodèlia induïda per drogues, tot i que no hi ha proves que Hesse hagi pres drogues psicodèliques o recomanés el seu ús. En gran part, el boom de Hesse als Estats Units es remunta als escrits entusiastes de dues figures influents de la contracultura: Colin Wilson i Timothy Leary. Des dels Estats Units, el renaixement de Hesse es va estendre a altres parts del món i fins i tot a Alemanya: es van vendre més de 800.000 còpies al món de parla alemanya entre 1972 i 1973. En pocs anys, Hesse es va convertir en l'autor europeu més llegit i traduït del segle xx. Hesse va ser especialment popular entre els lectors joves, una tendència que continua avui.
Hi ha una cita de Demian a la portada de l'àlbum Abraxas de Santana de 1970, que revela la font del títol de l'àlbum.
Siddhartha de Hesse és una de les novel·les occidentals més populars ambientada a l'Índia. L'any 1990 es va publicar una traducció autoritzada de Siddhartha en malayalam, la llengua que va envoltar l'avi de Hesse, Hermann Gundert, durant la major part de la seva vida. També s'ha creat una Societat Hermann Hesse de l'Índia. Té com a objectiu treure traduccions autèntiques de Siddhartha en totes les llengües índies i ja ha preparat les traduccions de Siddhartha en sànscrit, malayalam i hindi. Un monument perdurable a la popularitat duradora de Hesse als Estats Units és el Magic Theatre de San Francisco. En referència a The Magic Theatre for Madmen Only a Steppenwolf (una mena de cabaret espiritual i una mica de malson al qual assisteixen uns quants dels personatges, entre ells Harry Haller), el Magic Theatre es va fundar el 1967 per interpretar obres de nous dramaturgs. Fundat per John Lion, el Magic Theatre ha complert aquesta missió durant molts anys, incloses les estrenes mundials de moltes obres de Sam Shepard.
També hi ha un teatre a Chicago que porta el nom de la novel·la, Steppenwolf Theatre.
A tot Alemanya, moltes escoles porten el seu nom. El Hermann-Hesse-Literaturpreis és un premi literari associat a la ciutat de Karlsruhe que s'atorga des de 1957. Des de 1990, el Premi Calw Hermann Hesse s'ha atorgat cada dos anys alternativament a una revista literària en llengua alemanya i a un traductor de l'obra de Hesse. La Internationale Hermann-Hesse-Gesellschaft es va fundar el 2002 en el 125è aniversari de Hesse i va començar a atorgar el seu premi Hermann Hesse el 2017.
El músic Steve Adey va adaptar el poema How Heavy the Days al seu LP de 2017 Do Me a Kindness.
El grup Steppenwolf va prendre el seu nom de la novel·la de Hesse.

## Obra literària

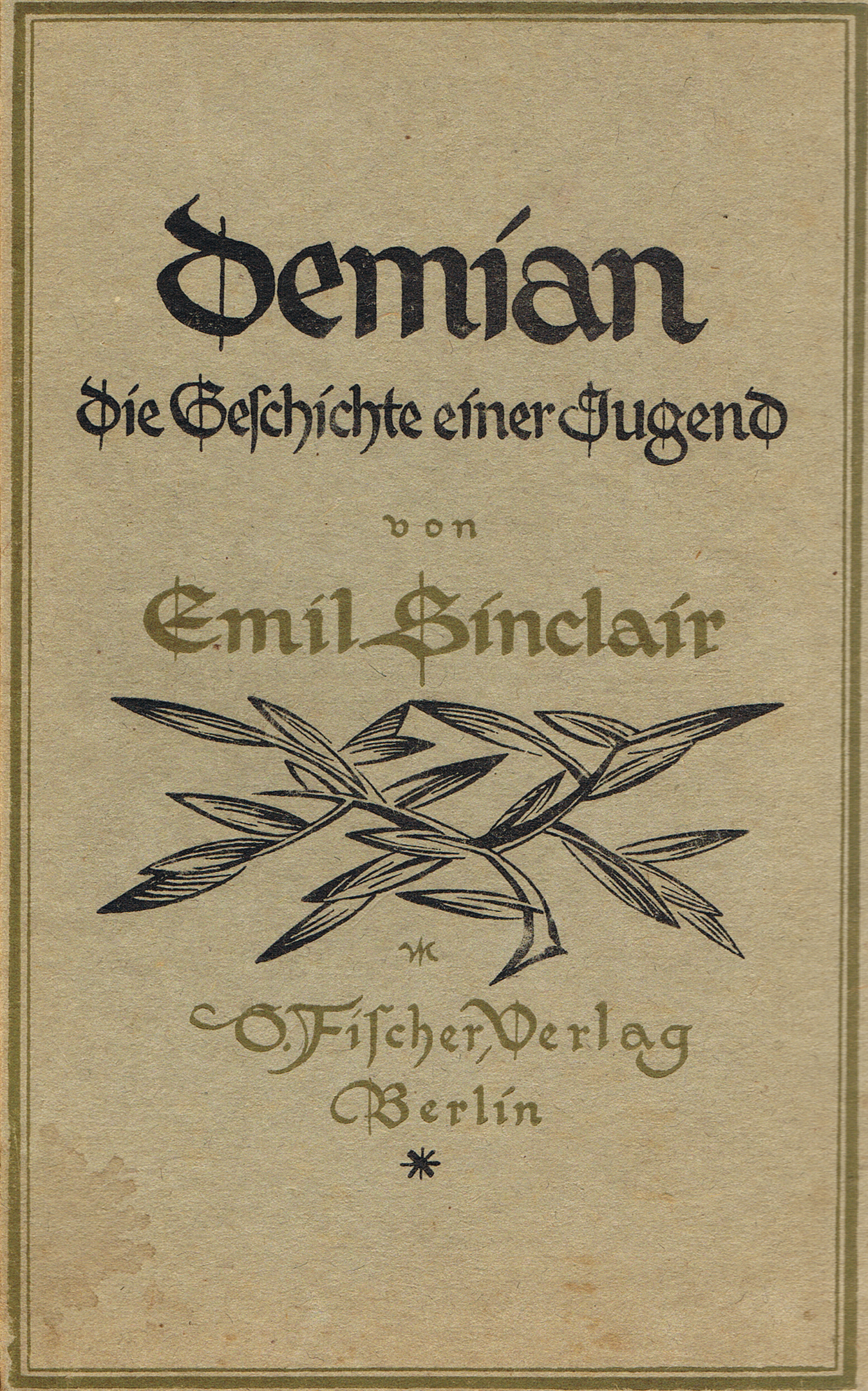
Demian, 1919

Hesse va construir la seva pròpia filosofia a partir de la seva revolta personal (Peter Camenzind, 1904) i de la seva interpretació dels corrents filosòfics d'Orient (Siddhartha, 1922), i en especial a Der Steppenwolf (El llop estepari, 1927), que esdevé una crítica al militarisme i als desigs de revenja vigents a la seva pàtria natal després de la Primera Guerra Mundial. Aquesta postura valenta el va fer força popular a l'Alemanya de la postguerra.
Va escriure també, entre d'altres, Das Glasperlenspiel (El joc de les granisses), novel·la ucrònica de caràcter al·legòric (1943); Unterm Rad (Sota la roda, 1906) i Demian (1919), escrita originalment sota el pseudònim d'Emil Sinclair. L'any 1952 va publicar l'edició completa de les seves obres (Gesammelte Werke).
El 1946 fou guardonat amb el Premi Nobel de Literatura «per la seva inspirada obra que exemplifica els ideals humanitaris clàssics i l'alta qualitat de l'estil».

## Obra selecta

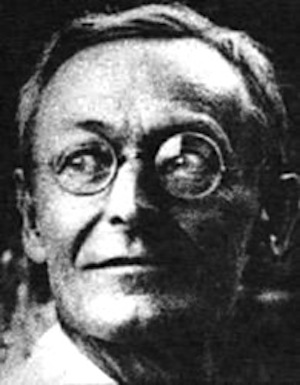
Hermann Hesse l'any 1925

(entre parèntesis, les diverses edicions catalanes existents)
- 1899 - Romantische Lieder
- 1899 - Eine Stunde hinter Mitternacht
- 1901 - Hermann Lauscher
- 1904 - Peter Camenzind
- 1906 - Unterm Rad (Sota la roda, Lumen, 1981; Empúries, 2001)
- 1910 - Gertrud
- 1914 - Roßhalde
- 1915 - Knulp
- 1919 - Demian (Demian, Set i Mig, 1981; Edhasa, 1985; Proa, 1995)
- 1919 - Klein und Wagner
- 1919 - Märchen
- 1920 - Klingsors letzter Sommer, tres contes (L'últim estiu de Klingsor, Edicions 62, 2005)
- 1922 - Siddharta (Siddharta, Set i Mig, 1981; Edhasa, 1986; Proa, 1986)
- 1927 - Die Nürnberger Reise
- 1927 - Der Steppenwolf (El llop estepari, Set i Mig, 1981; Edhasa, 1987; Proa, 1995)
- 1928 - Krisis: Ein Stück Tagebuch, poesia
- 1929 - Eine Bibliothek der Weltliteratur
- 1930 - Narziß und Goldmund (Narziss i Goldmund, La Llar del Llibre, 1985; Empúries, 2000)
- 1932 - Die Morgenlandfahrt
- 1937 - Gedenkblätter, assaig
- 1942 - Die Gedichte, poesia
- 1943 - Das Glasperlenspiel (El joc de les granisses, Edicions 62, 1987)
- 1946 - Krieg und Frieden, assaig

### Traduccions al català

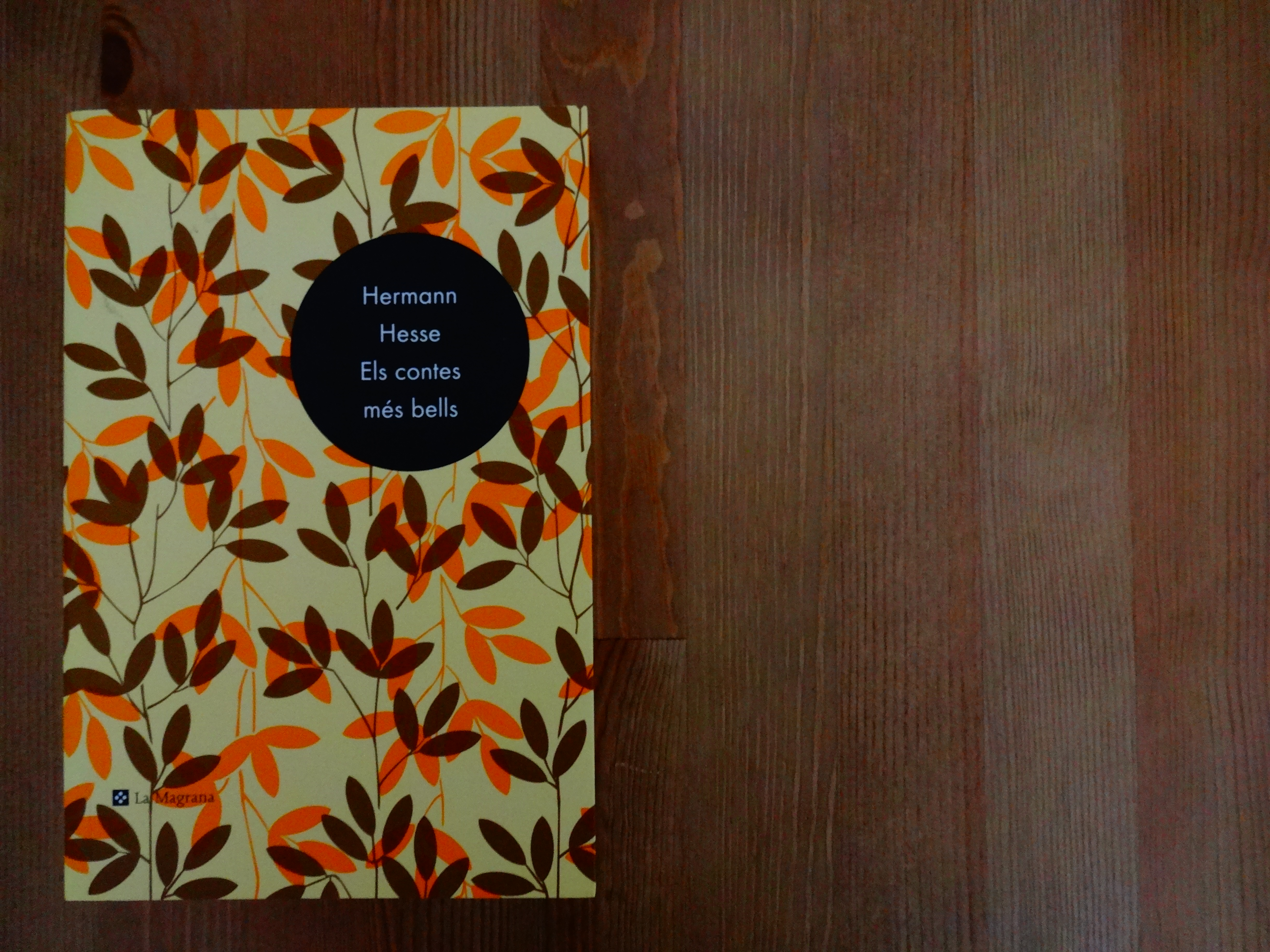
Els contes més bells

- Contes d'amor. Trad. Lourdes Bigorra. Barcelona: La Magrana, 2000
- Sota la roda (en alemany, Unterm Rad), trad. Ricard Torrents (amb il·lustracions de Wenceslao Masip). Barcelona: Lumen, 1981 (ISBN 8426422071). I trad. Montserrat Ollé. Barcelona: Empúries, 2003 (ISBN 9788475969770).
- Demian. Trad. Feliu Formosa. Barcelona: Proa, 2000
- El caminant. Trad. Carles Andreu. Barcelona: Integral, 2000
- El joc de les granisses. Trad. Núria Roig. Barcelona: Edicions 62, 2002
- Elogi de la vellesa. Trad. Montserrat Ollé. Barcelona: Empúries, 2001
- Els contes més bells. Trad. Pilar Estelrich. Barcelona: La Magrana, 2003
- La infantesa del bruixot. Trad. Joan Ferrarons. Barcelona: Angle, 2017
- Lectures per a minuts. Trad. Natza Farré. Barcelona: Angle, 2007
- Maca és la joventut. Trad. Josep Murgades. Barcelona: Empúries, 1986
- Nous contes d'amor. Trad. Carles Andreu i Màrius Gomis. Barcelona: La Magrana, 2001

## Reconeixements
En honor seu s'anomenà l'asteroide (9762) Hermannhesse, descobert el 13 de desembre de 1991 per Freimut Börngen i Lutz D. Schmadel. Va guanyar el Premi de la Pau del Comerç Llibreter Alemany.